# Betsy Jones-Moreland
Betsy Jones-Moreland (Brooklyn, 1º aprile 1930 – El Monte, 1º maggio 2006) è stata un'attrice statunitense.

## Filmografia parziale

### Cinema
- La leggenda vichinga (The Saga of the Viking Women and Their Voyage to the Waters of the Great Sea Serpent), regia di Roger Corman (1958)
- La notte senza legge (Day of the Outlaw), regia di André De Toth (1959)
- L'ultima donna sulla Terra (Last Woman on Earth), regia di Roger Corman (1960)
- La creatura del mare fantasma (Creature from the Haunted Sea), regia di Roger Corman (1961)
- Hindenburg (The Hindenburg), regia di Robert Wise (1975)
- Gli ultimi fuochi (The Last Tycoon), regia di Elia Kazan (1976)
- Joni, regia di James F. Collier (1980)

### Televisione
- Perry Mason – serie TV, episodio 2x29 (1959)
- Philip Marlowe – serie TV, episodio 1x23 (1960)
- The Donna Reed Show – serie TV, 4 episodi (1960-1965)
- The Greatest Show on Earth – serie TV, episodio 1x30 (1964)
- Giovani avvocati (The Young Lawyers) – serie TV, episodio 1x02 (1970)
- Il tempo della nostra vita (Days of Our Lives) – soap opera, 20 puntate (1972-1977)
- Perry Mason: Morte a tempo di rock (Perry Mason: The Case of the Silenced Singer) – film TV (1990)
- Perry Mason: Va in onda la morte (Perry Mason: The Case of the Ruthless Reporter) – film TV (1991)
- Perry Mason: Omicidio sull'asfalto (Perry Mason: The Case of the Maligned Mobster) – film TV (1991)
- Perry Mason: La bara di vetro (Perry Mason: The Case of the Glass Coffin) – film TV (1991)
- Perry Mason: L'arte di morire (Perry Mason: The Case of the Fatal Framing) – film TV (1992)
- Perry Mason: Elisir di morte (Perry Mason: The Case of the Skin-Deep Scandal) – film TV (1993)
- Perry Mason: L'ospite d'onore (Perry Mason: The Case of the Telltale Talk Show Host) – film TV (1993)